# Great Men Academy
Great Men Academy è una miniserie fantasy di 8 episodi andata in onda su Line TV dal 6 febbraio al 27 marzo 2019.

## Trama
Love è una ragazza perdutamente innamorata di Vier, vincitore per due anni consecutivi della competizione annuale presso la "Great Men Academy" (un collegio maschile), che è stata sospesa per 3 mesi per aver involontariamente rotto un braccio a una sua compagna di scuola con una spinta. Un giorno, vagando per la foresta, incontra e aiuta un unicorno che per ringraziarla le concede di esprimere un desiderio. Esso consiste nel far sì che possa trovare l'amore. L'unicorno, nel realizzare il suo desiderio, permette la sua trasformazione da ragazza a ragazzo (e viceversa) ogni qual volta lei venga in contatto con l'acqua del lago della zona con la postilla che qualora non tornasse al suo sesso originale entro la mezzanotte rimarrebbe nella sua forma maschile per sempre. Sotto consiglio delle amiche You e Me si iscrive alla "Great Man Academy" per stare vicino a Vier e incominciare una nuova avventura.

## Personaggi e interpreti
- Love/Mohnn, interpretata da Chanyapuk Numprasop "New" (parte femminile) e Teeradon Supapunpinyo "James" (parte maschile).
Ragazza follemente innamorata di Vier, che grazie a un desiderio d'amore fatto avverare da un unicorno può trasformarsi in un ragazzo. È la sorella di Good, a cui vuole molto bene.

### Allievi della Great Men Academy
Primo anno
- Nuclear, interpretato da Lapat Ngamchaweng "Third".
Ragazzo dai capelli tinti di rosa, molto solare ed energico. È in ritardo di 2 anni sulla tabella di marcia scolastica per il suo percorso di erasmus.
- Good, interpretato da Sivakorn Adulsuttikul "Porsche".
Fratello di Love, innamorato della sua amica Me. Porta gli occhiali e soffre di vertigini.
- Menn, interpretato da Jackrin Kungwankiatichai "Jackie".
Ragazzo molto timido che si innamora a prima vista di una foto di Love (ragazza). Alla richiesta a Love (ragazzo) di chi sia la ragazza nella foto lui gli risponde che è sua sorella Mohnn.

Secondo anno
- Sean, interpretato da Chonlathorn Kongyingyong "Captain".
Enigmatico amico di Vier.

Terzo anno
- Vier, interpretato da Paris Intarakomalyasut "Ice".
Campione per due anni di seguito della competizione annuale della "Great Men Academy". Con il tempo si scoprirà essere molto insicuro e del tutto assoggettato al padre, sebbene quest'ultimo non voglia minimamente reprimerlo.
- Tangmo, interpretato da Kritsanapoom Pibunsonggram "JJ".
Amico burlone di Vier con i capelli tinti di biondo. Diventerà il mentore di Love.

### Professori della GMA
- Oh, interpretato da Noppun Boonyai.
Professore carismatico e alla mano con dei metodi molto anticonformisti.
- Kate, interpretata da Meiji Amon Sarunsakarin.
Insegnante di ginnastica. Pretende molto dai suoi studenti.
- Cheng, interpretato da Nimit Luksameepong.
Professore esperto di tecniche informatiche.
- Phaphon/Venus, interpretata da Waranya Rotkaew.
Direttrice della scuola che agisce sotto copertura come inserviente per stare vicino ai ragazzi.

### Altri personaggi
- You, interpretata da Wannapa Phumchanada "Bom".
Gemella di Me.
- Me, interpretata da Phakamas Phumchanada "Bam".
Gemella di You, innamorata di Good.
- Pol, interpretato da Somit Arayasakul.
Padre di Vier e vincitore per 3 anni di seguito della competizione annuale alla "Great Men Academy". Con Vier si è sempre dimostrato comprensivo causandogli, involontariamente, una forte insicurezza.
- Madre di Love e Good, interpretata da Phenphak Sirikul "Tai".
Amorevole e affettuosa con i figli, è quasi sempre lontana da casa a causa del proprio lavoro.
- Rose, interpretata da Narikun Ketprapakorn "Frung".
Ex-fidanzata di Vier e sorella di Sean.
- Som, interpretata da Nichaphat Chatchaipholrat "Pearwah".
Fantasma olografico adirato creato da Cheng.
- Fon, interpretata da Claudine Craig.
Amica di Nuclear, con la quale quest'ultimo vorrebbe avere una relazione, ma a causa della sua poca sincerità il suo invito viene declinato.

## Episodi
| Episodio | Messa in onda    |
| -------- | ---------------- |
| 1        | 6 febbraio 2019  |
| 2        | 13 febbraio 2019 |
| 3        | 20 febbraio 2019 |
| 4        | 27 febbraio 2019 |
| 5        | 6 marzo 2019     |
| 6        | 13 marzo 2019    |
| 7        | 20 marzo 2019    |
| 8        | 27 marzo 2019    |